# Paralelogram sil
Palalelográm síl je v fiziki geometrijska metoda reševanja, kjer s konstruiranjem paralelograma seštejemo sili kot vektorje, ki delujejo na masno točko oziroma telo. V primeru seštevanja več kot dveh sil se paralelograma ne uporablja, vendar zanje veljajo ista načela. Sile se seštevajo po načelih vektorskega seštevanja, zato lahko rezultanto sil geometrijsko opredelimo z risanjem vzporednic nosilk posamezne sile. Rezultat konstrukcije na sliki je enak, kot če bi premaknili silo F2 tako, da bi ta imela krajišče v krajišču sile F1; rezultanta sil pa je sila, ki povezuje skrajni krajišči vektorjev F1 in F2. Za seštevanje več kot dveh sil lahko uporabimo večkotnike.